# Надкопанье
Надкопанье — деревня в Пашском сельском поселении Волховского района Ленинградской области.

## История
Погост Рождественский упоминается на карте Санкт-Петербургской губернии Ф. Ф. Шуберта 1834 года.
В 1837 году на погосте у церкви Рождества Христова в Надкопанье был похоронен генерал-лейтенант Ф. И. Апрелев.

НАДКОПАНЬЯ — деревня принадлежит Казённому ведомству, число жителей по ревизии: 24 м. п., 22 ж. п.

ПАШСКИЙ — погост, принадлежит Казённому ведомству, число жителей по ревизии: 15 м. п., 12 ж. п.

В нём церковь каменная во имя Рождества Христова (1838 год)

Погост Рождественской отмечен на карте Ф. Ф. Шуберта 1844 года.

НАДКОПАНЬЕ — деревня Ведомства государственного имущества, по просёлочной дороге, число дворов — 7, число душ — 24 м. п. (1856 год)

НАДКОПАНЬЕ (АНТОНУШКОВО) — деревня казённая при реке Паше, число дворов — 5, число жителей: 27 м. п., 30 ж. п.

ПАШСКИЙ — погост при реке Паше впадающей в реку Пашу, число дворов — 13, число жителей: 56 м. п., 29 ж. п.

Церковь православная. Сельское училище. Ярмарок три. Гостиный двор (1862 год)

Согласно карте из «Исторического атласа Санкт-Петербургской Губернии» 1863 года река на которой расположена деревня, называлась Коза-Паша.
Сборник Центрального статистического комитета описывал деревню так:

НАДКОПАНЬЯ — деревня бывшая государственная при реке Паше, дворов — 9, жителей — 40;
 48 лавок, ярмарки 22—28 марта, 20—22 июля, с 25 декабря по 2 января. (1885 год)

Согласно епархиальным сведениям 1899 года церковь Рождества Христова Пашского погоста в деревне Надкопанье являлась приходским центром.
В конце XIX — начале XX века деревня административно относилась к Доможировской волости 3-го стана Новоладожского уезда Санкт-Петербургской губернии.
По данным «Памятной книжки Санкт-Петербургской губернии» за 1905 год деревня Надкопанье входила в состав Карпинского сельского общества. Ярмарки в деревне проходили: 22—28 марта, 20—22 июля, с 25 декабря по 2 января.
В 1917 году деревня входила в состав Доможировской волости Новоладожского уезда.
С 1919 по 1927 год деревня Надкопанье входила в состав Карпинского сельсовета Пашской волости Волховского уезда.
С 1927 года в составе Пашского района. В 1927 году население деревни Надкопанье составляло 112 человек.
По данным 1933 года деревня Надкопанье являлась административным центром Карпинского сельсовета Пашского района, в который входили 14 населённых пунктов: деревни Вишняков Посад, Ерофеева, Карпино, Князево, Кречаков Посад, Куликов Большой Двор, Курицыно, Насоново, Надкопанье, Обой, Подбережье, Пучинино, Шутово, Якшино, общей численностью населения 1580 человек
По данным 1936 года в состав Карпинского сельсовета с центром в деревне Надкопанье входили 15 населённых пунктов, 357 хозяйств и 6 колхоз.

Церковь деревни Надкопанье на карте 1940 года

С 1955 года в составе Новоладожского района.
В 1958 году население деревни Надкопанье составляло 63 человека.
С 1963 года в составе Волховского района.
По данным 1966, 1973 и 1990 годов деревня Надкопанье входила в состав Пашского сельсовета Волховского района.
В 1997 году в деревне Надкопанье Пашской волости проживали 97 человек, в 2002 году — 104 человека (русские — 96 %).
В 2007 году в деревне Надкопанье Пашского СП — 79, в 2010 году — 95.

## География
Деревня расположена в северо-восточной части района на автодороге 41К-193 (Паша — Загубье).
Расстояние до административного центра поселения — 5 км.
Расстояние до ближайшей железнодорожной станции Паша — 5 км.
Деревня находится на реке Косопаша, близ её истока из реки Паша.

## Демография
| 1862 | 2002 | 2007 | 2010 | 2012 | 2017 |
| ---- | ---- | ---- | ---- | ---- | ---- |
| 57   | ↗104 | ↘79  | ↗95  | ↘85  | ↗92  |

### Национальный состав
Согласно данным Всероссийской переписи населения 2021 года в деревне проживали 85 человек, из них:
 русские — 81, азербайджанцы — 1, белорусы — 1, коми — 1, украинцы — 1 человек.

## Достопримечательности
Храм Рождества Христова, пятиглавый, с колокольней, вновь возведён в 1822—1828 годах по проекту архитектора А. И. Мельникова в классицистическом стиле. В храме был похоронен генерал Ф. И. Апрелев.

## Фото

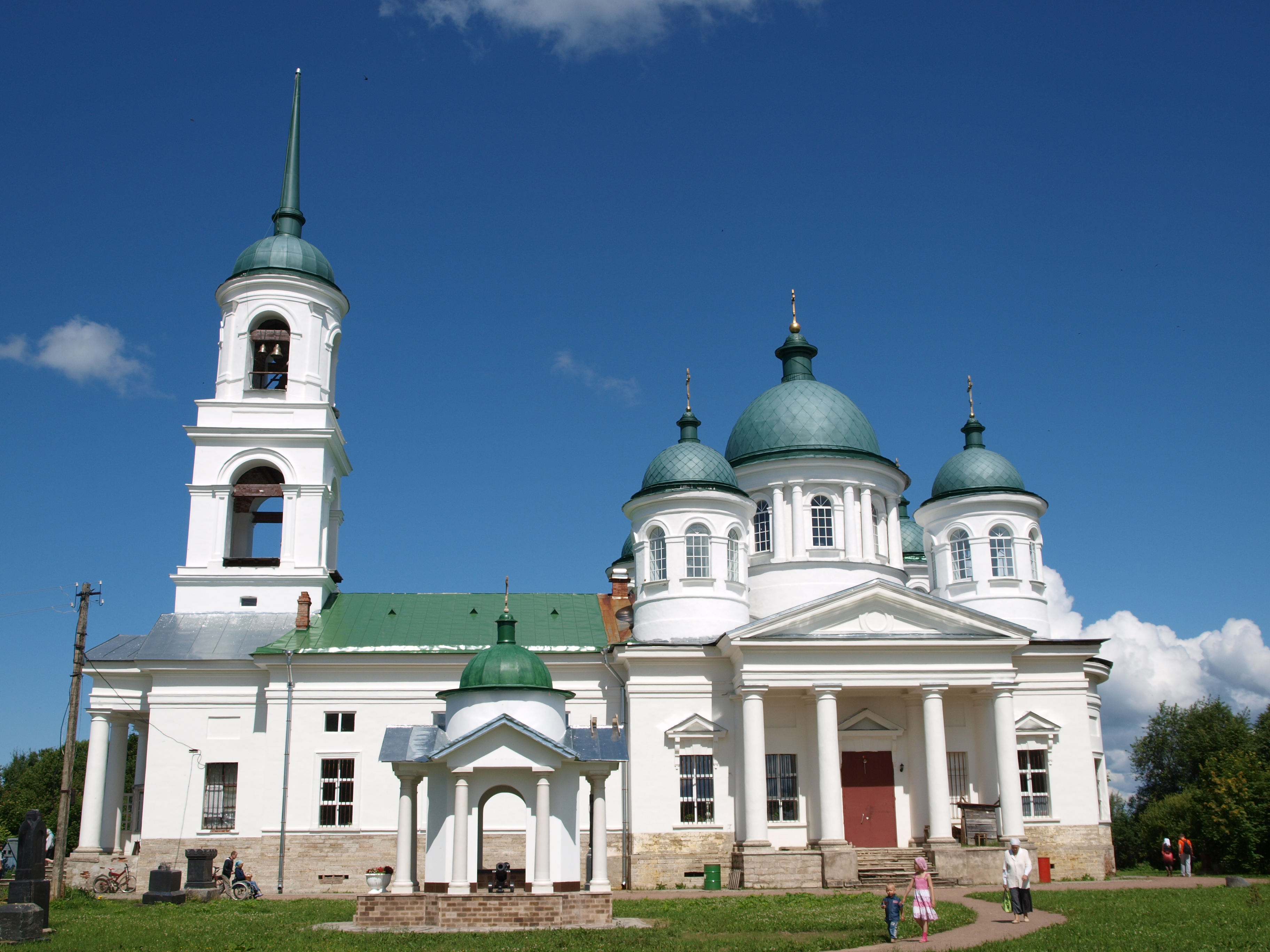
Храм Рождества Христова в Надкопанье
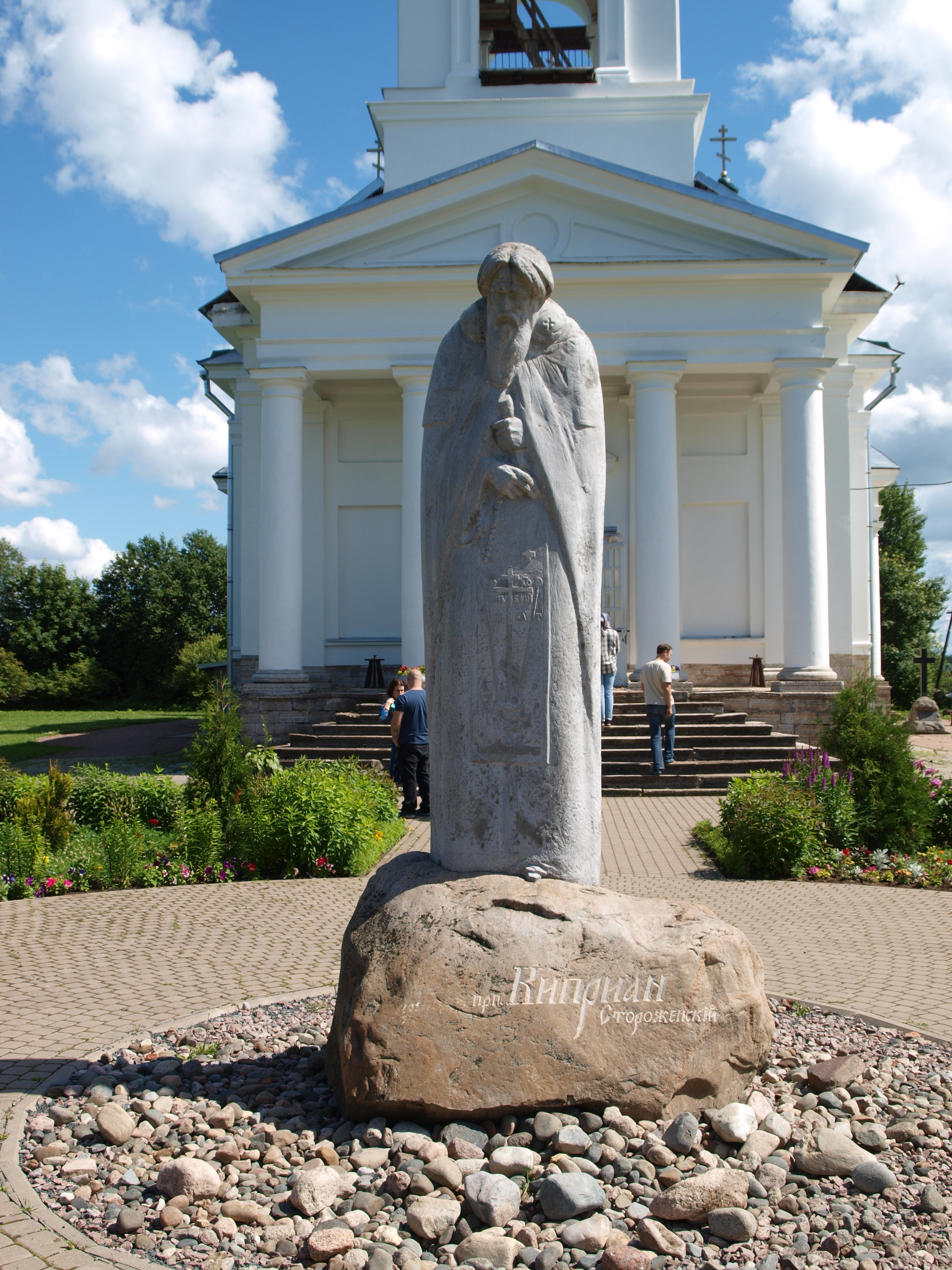
Памятник преп. Киприану Стороженском
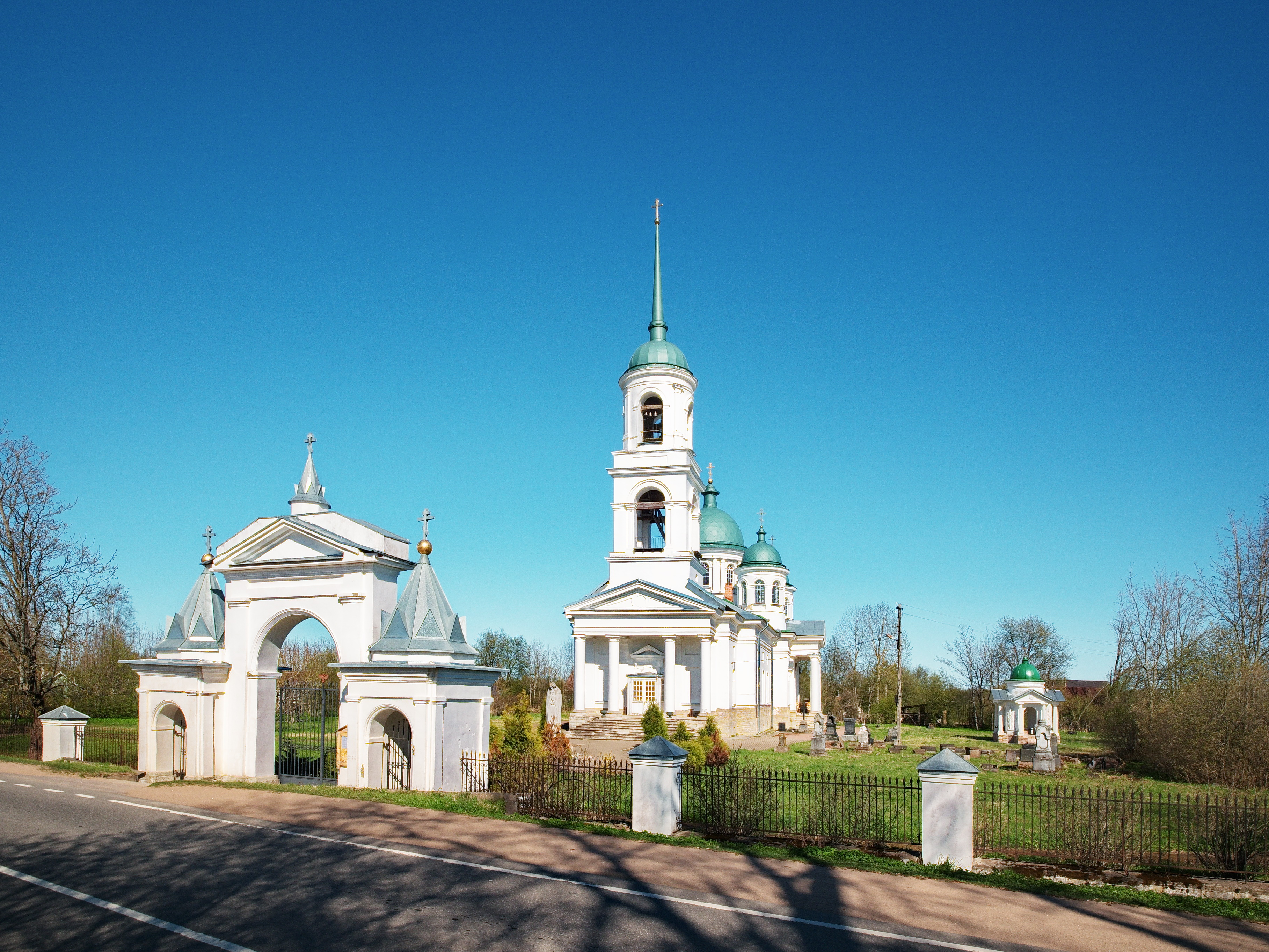
Входные ворота